# Edifici d'habitatges al carrer Sant Carles, 7 (Barcelona)
L'Edifici d'habitatges al carrer Sant Carles, 7 és una obra del municipi de Barcelona inclosa en l'Inventari del Patrimoni Arquitectònic de Catalunya.

## Descripció
L'edifici d'habitatges emplaçat al carrer Sant Carles, 7 del districte de Ciutat Vella es localitza en una estreta illa de cases de planta rectangular, característica del barri de la Barceloneta, emmarcada pels carrers Escuder, Pescadors, Sant Miquel i Sant Carles.

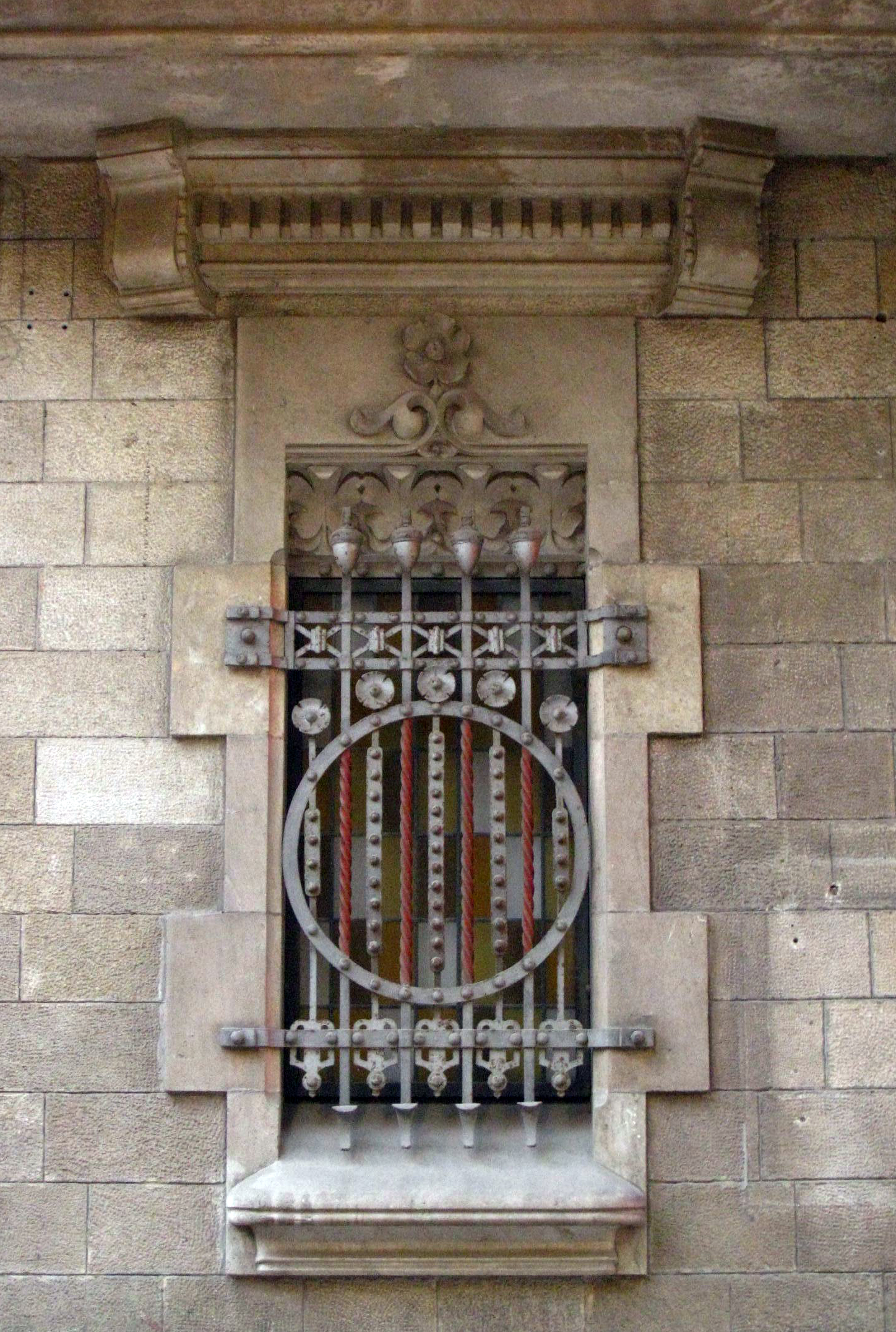
Finestra

Es tracta d'un edifici de planta quadrada, força regular, amb façana a tres carrers. Volumètricament consta de planta baixa, tres plantes pis i un àtic enretirat de la línia de façana.
Les façanes es caracteritzen per la profusió d'elements ornamentals de diferents estils i materials (pedra, medallons de ceràmica vidriada, baranes de ferro, ...). El parament de la planta baixa està obrat en pedra, amb una portal a cada façana. Dos dels portals donen accés al comerç que ocupa aquest nivell. Un tercer portal, situat al carrer Pescadors, dona accés al vestíbul i a la caixa d'escala de veïns per accedir als habitatges situats a cadascuna de les plantes. El parament de les dues primeres plantes pis està revestit per un estucat especejat que imita un carreuat de pedra i la tercera està ornamentada amb un senzill esgrafiat geomètric.
Les façanes presenten una estructura dissemblant en referència a les seves obertures. La façana principal, afrontada al carrer Sant Carles, només té un eix vertical central, però altres elements la doten d'una semblança més noble. A la planta baixa hi ha el portal principal del comerç que ocupa el baixos, mentre que a la primera planta pis hi ha un balcó corregut, amb una obertura real i dues falses. A la segona planta hi ha un balcó tripartit i a la planta superior un balcó amb llosana semicircular, amb dos gerros dins de fornícules, una a cada costat. La façana de ponent, enfrontada al carrer Sant Miquel, en canvi, té dos eixos verticals d'obertures, amb portal i finestral a la planta baixa, balcó corregut amb dos obertures a la primera planta, dos balcons simples amb llosana rectangular a la segona i dos finestres a la tercera. La façana de llevant, enfrontada al carrer Pescadors, és la més senzilla, encara que té tres eixos verticals d'obertures, totes finestres excepte dos balcons centrals d'amplada decreixent situats en les dues primeres plantes pis. L'ornamentació varia depenen de la façana, però en general podem dir que els brancalls, llindes i mènsules estan profusament decorades amb motius vegetals i elements puntuals de color en format de petits medallons de ceràmica vidriada. A la planta superior les obertures estan emmarcades però amb molt poca decoració. Destaca el treball del ferro de les baranes i tancament de les finestres, en especial les dues finestres de la façana principal, amb un tancament de barrots que recrea l'escut de Catalunya.

## Història
L'any 1939 la propietària de l'edifici, Rita Ribera, va sol·licitar una llicència per reparar els desperfectes produïts a conseqüència de la guerra civil.